# Забрасывание обуви
Забра́сывание (броса́ние) о́буви — использование обуви в качестве метательного снаряда. Как правило, обувная пара закидывается на телефонные, электрические или иные провода. Менее распространено забрасывание на деревья и заборы.

## Возможные цели
Первая и самая прямая — школьная травля, розыгрыш над заснувшими на улице пьяными. Кроссовки жертвы забрасывают туда, откуда она их вряд ли заберёт.
В США есть городская легенда, что обувь висит там, где продаются наркотики или идут криминальные войны, в 2003 году в Лос-Анджелесе даже провели кампанию по снятию обуви. Исследование 2015 года в Чикаго обнаружило только корреляцию, но не причинную связь.
Менее криминальные причины — обряды перехода (например, в память о школьных годах), поминание умершего, скорая женитьба.

## Описание
Забрасывание обуви распространено в первую очередь в США и Канаде, но имеет место также в Латинской Америке, России, Белоруссии, Франции, на Украине и в большинстве других европейских стран и многих других странах. Для того чтобы пара обуви повисла на проводах, её необходимо связать шнурками.
Что касается обуви, висящей на деревьях, в США известны несколько десятков таких деревьев — как правило, они располагаются вдоль шоссе. Деревом с самым большим количеством висящей на нём обуви считался 23-метровый пирамидальный тополь, росший у посёлка Мидлгейт, штат Невада. Его закидывали обувью с середины 1980-х годов до конца 2010 года. 30 декабря 2010 года тополь был спилен неизвестными вандалами. Было возбуждено уголовное дело, так как это дерево не просто было местной достопримечательностью, а служило единственным тенистым местом на несколько километров вокруг (что важно в климате Невады), на нём жили множество птиц и других животных.
Забрасывание обуви на провода и деревья как явление стало предметом рассмотрения в некоторых научных статьях: например, в одной из них имеет место попытка провести параллель между современным явлением бросания обуви и Холокостом, когда обувь уничтожаемых евреев сваливалась нацистами в кучи.
Несмотря на то, что акт забрасывания обуви не признаётся ныне преступлением ни в одной стране, как минимум в США ведутся дискуссии о причислении данного деяния к противозаконным. В Лос-Анджелесе была принята специальная программа по борьбе с забрасыванием обуви, в том числе из-за возможной связи этой деятельности, по мнению ряда аналитиков, с тайными знаками друг другу членов местных криминальных сообществ.

## В массовой культуре
В распространении моды на забрасывание обуви в 90-х иногда обвиняют американские комедии, например «Хвост виляет собакой» или «Плутовство» — американская комедия 1997 года. В ней обычай был придуман как форма поддержки обществом пленного солдата. Сцена, в которой связанные ботинки висят на телефонных и электрических проводах, была снята на улице Ист-Кэпитол-Стрит, за несколько кварталов от Капитолия. Съёмочная группа забыла забрать несколько пар обуви, и они ещё несколько лет продолжали висеть.
- «Крупная рыба» — фантастическая приключенческая трагикомедия Тима Бёртона. Жители одной из деревень забрасывали обувь на провода с целью показать путникам желание остаться в деревне навсегда.
- «У всех всё в порядке» — итальянская мелодрама (реж. Джузеппе Торнаторе). В первой сцене фильма герой Марчелло Мастроянни покидает свой город и камера, отсняв уходящий поезд, поднимается вверх и запечатлевает висящую на проводах пару истоптанных башмаков. Когда в конце фильма герой возвращается, башмаки снова появляются в кадре.
- «Сексдрайв» — американская кинокомедия 2008 года. В пути у главных героев сломался автомобиль, и они пошли искать ближайший автосервис. По пути они наткнулись на дерево с висящими башмаками. Йэн и Фелиция тоже закинули свои ботинки, продолжив путь босиком.
- «Лучше звоните Солу» — американский сериал 2015 года. В 3-й серии 3-го сезона обувь на проводах указывала на тайник.
- Алексей Навальный призвал вешать на провода кроссовки: именно кроссовки премьер-министра Дмитрия Медведева стали одной из важных зацепок в расследовании о многомиллиардных активах Медведева, проведённом фондом борьбы с коррупцией в фильме «Он вам не Димон» (Глава 1)[10].